# デジタル・カーホンE401 HYPER
デジタル・カーホンE401 HYPER（デジタル・カーホン イー にー まる はち ハイパー）は、デンソー製のNTTドコモの携帯電話(mova)回線を使う自動車電話端末である。

## 概要
基本的には、受話器及び受話器の置台で構成された電話機「E002」と、通信ユニットの「E401」で構成される。
本機には、ドコモの自動車電話で初めて「DoCoMoアプリケーションカード（ICカード）」が採用された。
また、後に販売されたE208ではICカードは採用されなかったので唯一の採用になった。
ICカードに、自分の電話番号・発着信履歴・電話帳などを保存する。
ICカードは置台に差し込んで使用する。
差し込まない場合には情報は表示されない。
E208が登場した後にも販売が継続され、2007年までは少数ながら製造を継続。
E208と共にNTTドコモから最後まで販売されていた自動車電話になった。

## 受話器「E002」仕様
括弧外は受話器及び置台、括弧内は受話器のみの仕様である。
- 高さ - 62mm（38mm）
- 長さ - 166mm（166mm）
- 幅 - 67mm（67mm）
- 質量 - 450g（260g）

## 歴史
- 1997年11月4日　 無線設備検査検定協会（現 テレコムエンジニアリングセンター）による技術基準適合証明の工事設計認証（工事設計認証番号WAAL3）
- 1997年11月25日　電気通信端末機器審査協会による技術基準適合認定の設計認証（設計認証番号P97-7077-0）
- 1997年7月4日　 ドコモから発表
- 1998年3月20日　 発売開始
- 2012年3月31日　 movaサービス終了により使用はこの日限りとなる。